# Pittsburgh (Dakota du Nord)
Pour les articles homonymes, voir Pittsburg.
La zone non incorporée de Pittsburgh est située dans le comté de Pembina, dans l’État du Dakota du Nord, aux États-Unis.

## Source
- (en) Cet article est partiellement ou en totalité issu de l’article de Wikipédia en anglais intitulé « Pittsburgh, North Dakota » (voir la liste des auteurs).

1. ↑  (en) « Pittsburgh (Dakota du Nord) », Geographic Names Information System